# エドワード・ザルタ

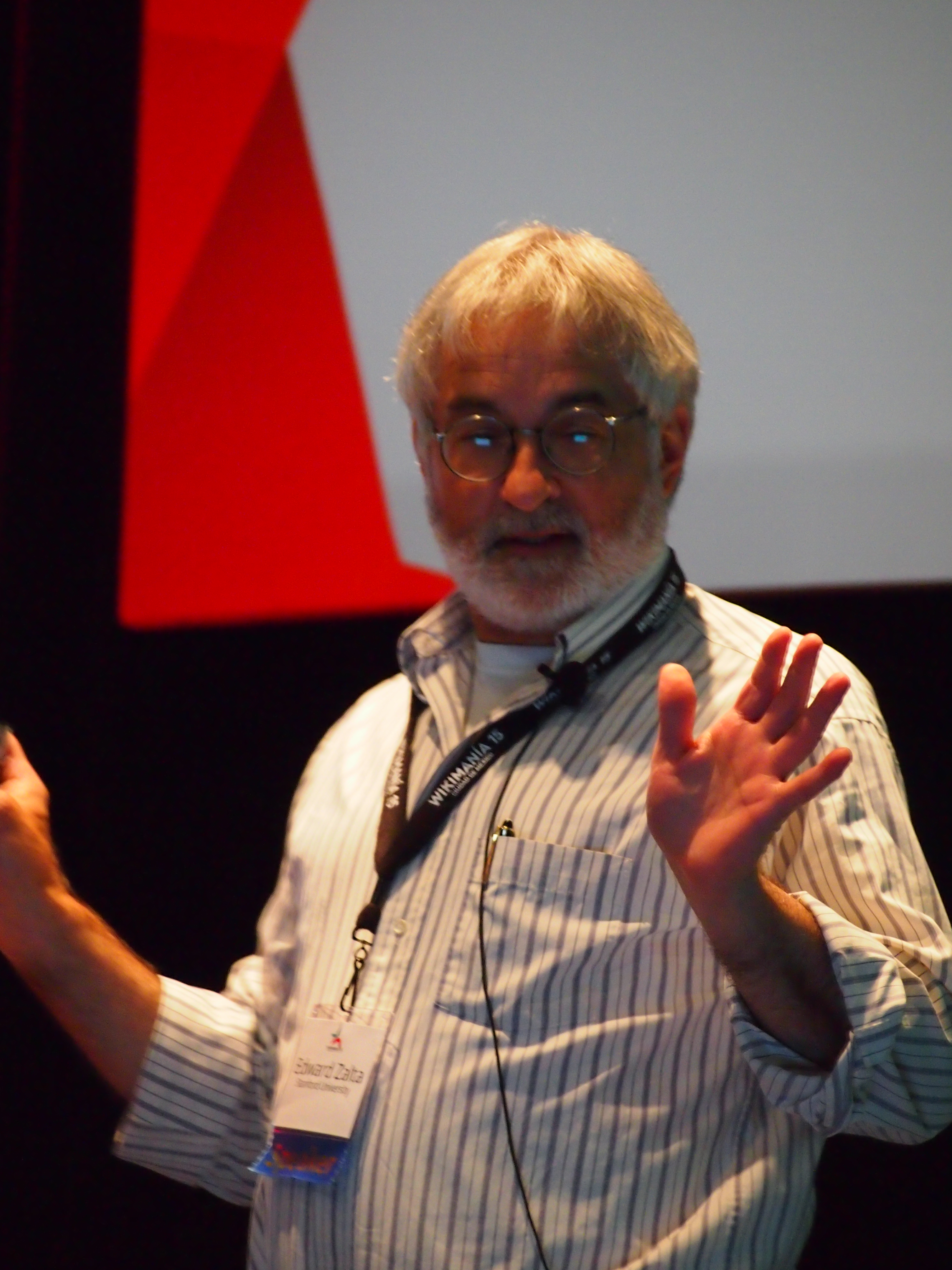

エドワード・ザルタ（Edward N. Zalta、1952年 - ）はアメリカの哲学者。スタンフォード哲学百科事典の設立者で、同百科事典の主席編集者を務める。スタンフォード大学の独立研究所、言語情報研究センター（CSLI）の首席研究員。専門は形而上学と認識論、論理学の哲学、言語哲学、数学の哲学、心の哲学。

## 略歴
- 1970年 テキサス州ヒューストンにあるBellaire高校卒業
- 1975年 ライス大学卒業
- 1981年 マサチューセッツ大学アマースト校でPh.D.取得

## 職歴
- 1977年-1978年 マサチューセッツ大学アマースト校 Teaching Assistant
- 1978年-1980年 マサチューセッツ大学アマースト校 Teaching Associate
- 1981年-1982年 ライス大学 助教授
- 1984年-1985年 スタンフォード大学 言語情報研究センター（CSLI）ポストドクトラルフェロー（Postdoctoral Fellow）
- 1985年-1992年 スタンフォード大学 助教授（哲学）
- 1995年 スタンフォード哲学百科事典を設立。主席編集者（Principal Editor）
- 1996年 スタンフォード大学 准教授（哲学）

他
- オーストリア ザルツブルク大学 客員教授（Visiting Professor）
- ニュージーランド オークランド大学 客員講師（Visiting Lecturer）